# Donji Miholjac
Donji Miholjac (Hongaars: Alsómiholjác; Duits: Unter-Miholtz; Servisch: Доњи Михољац) is een stad in de Kroatische provincie Osijek-Baranja. De stad ligt aan de rivier de Drava en heeft een grensovergang richting Hongarije.
Donji Miholjac telt 9.468 inwoners.
In het verleden kende de stad een aanzienlijke Hongaarse minderheid, in 1910 was circa 14% van de stadsbevolking Hongaarstalig.
Het Majlath-kasteel, dat midden in het stadje staat, werd tussen 1903 en 1906 gebouwd naar een ontwerp van István Möller. Het vertegenwoordigt de neotudorstijl. In het bouwwerk is een deel van een ouder kasteel uit 1818 verwerkt. Het gebouw is in gebruik als gemeentehuis.

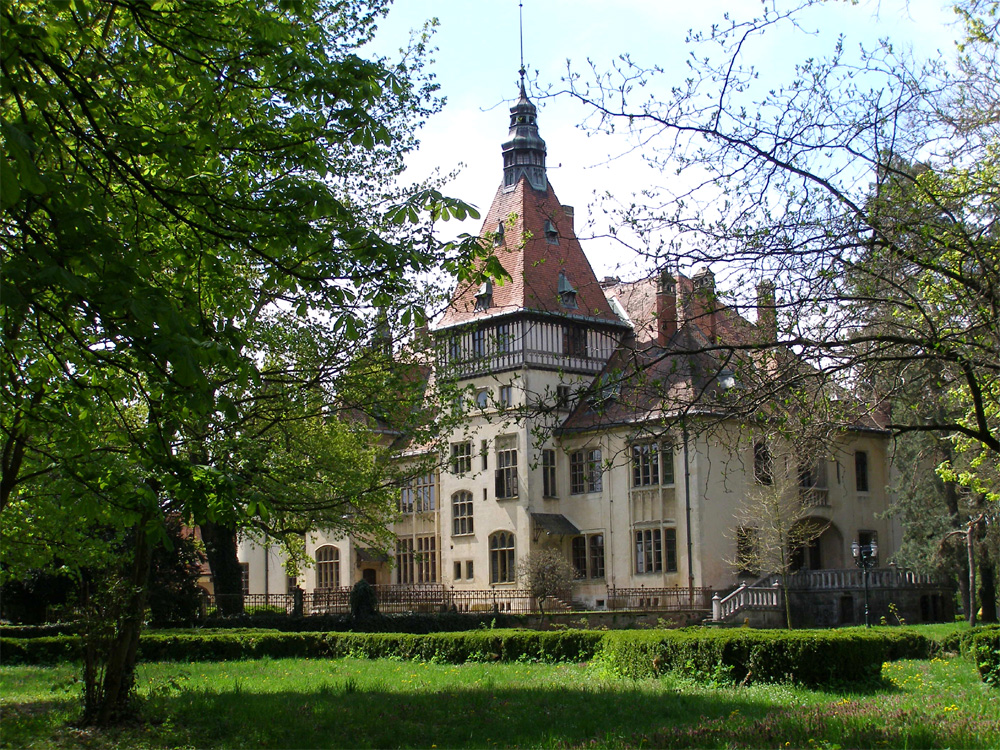
Majlath kasteel

Steden (gradovi): Osijek · Beli Manastir · Belišće · Donji Miholjac · Đakovo · Našice · Valpovo

Gemeenten (općine): Antunovac · Bilje · Bizovac · Čeminac · Čepin · Darda · Donja Motičina · Draž · Drenje · Đurđenovac · Erdut · Ernestinovo · Feričanci · Gorjani · Jagodnjak · Kneževi Vinogradi · Koška · Levanjska Varoš · Magadenovac · Marijanci · Petlovac · Petrijevci · Podgorač · Podravska Moslavina · Popovac · Punitovci · Satnica Đakovačka · Semeljci · Strizivojna · Šodolovci · Trnava · Viljevo · Viškovci · Vladislavci · Vuka